# Miro Teixeira
Miro Teixeira GOMM (Rio de Janeiro, 27 de maio de 1945) é um advogado criminalista e político brasileiro filiado ao Partido Democrático Trabalhista (PDT). Foi ministro das Comunicações entre 2003 e 2004 pelo governo Lula. Exerceu 11 mandatos na Câmara dos Deputados representando o estado do Rio de Janeiro. 

## Biografia
Filho de João Antônio Teixeira, fluminense, e Amina Abdalla Derby, imigrante síria, formou-se em direito na Universidade Candido Mendes, no Rio de Janeiro, em 1968, especializou-se em direito penal na Universidade Nacional Autônoma do México (UNAM), em 1969.

## Carreira política
Repórter do jornal O Dia (de propriedade do governador Chagas Freitas), foi eleito deputado federal pela primeira vez em 1970, pelo MDB do antigo estado da Guanabara, sendo reeleito em 1974 e 1978.
Considerado o principal herdeiro do chaguismo, acompanhou Chagas Freitas na fundação do Partido Popular (PP) em 1979, uma tentativa de criação de um partido oposicionista de centro-direita, sob a liderança de Tancredo Neves. Com a incorporação do PP ao PMDB, em 1981, venceu a resistência dos "históricos" do partido e obteve a indicação para a sucessão estadual no ano seguinte.
Favorito a princípio, se afastando do seu mentor político, acabou em terceiro lugar na disputa pelo cargo de governador, com 21% dos votos e derrotado por Leonel Brizola, do PDT.
Voltou à Câmara dos Deputados em 1986, sendo reeleito em 1990, 1994, 1998, 2002 e 2006. No final dos anos 80, afastou-se do correligionário Moreira Franco, o então governador do Rio de Janeiro (a quem apoiou nas eleições estaduais de 1986 e que também havia disputado o governo fluminense em 1982), e passou a se aproximar de Leonel Brizola, seu antigo opositor, filiando-se ao PDT em 1989. Com isso, de herdeiro do chaguismo, passou a ser um dos principais articuladores do brizolismo no Rio de Janeiro. Ocupou diversas vezes a liderança do PDT e orientou a formação de um bloco de partidos de esquerda no Congresso Nacional, opondo-se aos governos Itamar Franco e Fernando Henrique Cardoso. A frente desse bloco (que reunia o PT, PDT, PSB, PCdoB e PPS), conseguiu evitar a reforma da previdência e combateu a política de privatizações.
Em 1996 foi candidato à prefeitura da cidade do Rio de Janeiro, obtendo a quarta colocação.
No início de 2002, procedeu uma consulta ao TSE, que levou à adoção do sistema de verticalização das alianças nacionais e estaduais. No mesmo ano, opondo-se à decisão do partido de fazer da aliança em torno da candidatura presidencial de Ciro Gomes (PPS), anunciou seu apoio a Luiz Inácio Lula da Silva (PT) já no primeiro turno.
Com a vitória do candidato do PT, foi indicado para o Ministério das Comunicações. Assumindo em janeiro de 2003, Teixeira foi condecorado em março do mesmo ano pelo presidente Lula com a admissão à Ordem do Mérito Militar no grau de Grande-Oficial especial. Entretanto, não venceu a resistência do PDT, que rompeu com o governo Lula em seu primeiro ano no governo. Em 2004 foi substituído na pasta das Comunicações, na primeira reforma ministerial do Governo Lula, para ceder espaço ao PMDB. Na dança das cadeiras da reforma foi indicado para a Liderança do Governo na Câmara dos Deputados, que deixou em seguida, alegando não concordar com os termos da Reforma da Previdência de Lula, não podendo, por isso defendê-la em plenário como líder do Governo.
Após um período sem partido, filiou-se ao Partido Popular Socialista (PPS), e em seguida ao PT, por se tornar o PPS partido de oposição ao Governo Lula. Em 2005, retornou ao PDT. Em 2013 era cotada sua filiação no partido da ex-senadora Marina Silva a Rede Sustentabilidade (REDE), porém após o TSE negar o registro da REDE, Miro filia-se ao PROS, deixando o PDT.
Com a obtenção do registro definitivo da Rede Sustentabilidade  no TSE, Miro Teixeira se torna o primeiro deputado do partido.
Nas eleições de 2018, Miro Teixeira foi candidato a senador pelo estado do Rio de Janeiro pela Rede Sustentabilidade (REDE). A candidatura do então deputado federal foi lançada na convenção estadual da REDE, realizada no dia 1º de agosto de 2018 no Club Municipal, situado no bairro carioca da Tijuca. Para o Governo do Estado do Rio de Janeiro, a REDE apoiou a candidatura do senador Romário, filiado ao Podemos (PODE), embora a presidente nacional da legenda, Marina Silva, tenha discordado do apoio. Anteriormente, o deputado federal era cogitado como candidato a governador do Rio de Janeiro, fato que não se concretizou devido a dificuldades para a viabilização da candidatura. No pleito, Miro obteve 430.893 votos (3,09% do total de votos válidos), não se elegendo ao cargo disputado.
Em 2021, voltou às fileiras do Partido Democrático Trabalhista (PDT) após convites do presidente e vice-presidente da sigla, Carlos Lupi e Ciro Gomes, com o objetivo de participar da coordenação da campanha presidencial de Ciro ao Palácio do Planalto em 2022.

## Mandatos eletivos
1. Deputado federal: 1971-1975, GB, MDB (data da posse: 1º de fevereiro de 1971)
2. Deputado federal: 1975-1979, RJ, MDB (data da posse:1º de fevereiro de 1975)
3. Deputado federal: 1979-1983, RJ, MDB (data da posse: 1º de fevereiro de 1979)
4. Deputado federal (Constituinte): 1987-1991, RJ, PMDB (data da posse: 1º de fevereiro de 1987)
5. Deputado federal (Congresso Revisor): 1991-1995, RJ, PDT (data da posse: 1º de fevereiro de 1991)
6. Deputado federal: 1995-1999, RJ, PDT (data da posse: 1º de fevereiro de 1995)
7. Deputado federal: 1999-2003, RJ, PDT (data da posse: 1º de fevereiro de 1999)
8. Deputado federal: 2003-2007, RJ, PDT (data da posse: 1º de fevereiro de 2003)
9. Deputado federal: 2007-2011, RJ, PDT (data da posse: 1º de fevereiro de 2007)
10. Deputado federal: 2011-2015, RJ, PDT (data da posse: 1º de fevereiro de 2011)
11. Deputado federal: 2015-2019, RJ, PROS (data da posse: 1º de fevereiro de 2015)